# Stachyris herberti
El timalí de Herbert (Stachyris herberti ) es una especie de ave paseriforme de la familia Timaliidae endémica del norte de Indochina. 

## Distribución y hábitat
El timalí de Herbert se encuentra únicamente en una región del norte de la península de Indochina perteneciente a Laos y Vietnam. Su hábitat natural son los bosques húmedos tropicales. Está amenezado por la pérdida de hábitat.